# National League South
Conference South (denumită oficial Blue Square Bet South din motive de sponsorizare) este una din diviziile secunde din Football Conference și, împreună cu Conference North, a șasea divizie ca importanță din sistemul englez de fotbal.